# Japanvin
Japanvin (Cissus striata) er en lian, som vokser i Sydamerika, hvor den er kendt som ”Voqui colorado’’. De små, blanke blade og den fingrenede vækst gør planten velegnet som stueplante .

## Kendetegn
Japanvin er en spinkel, stedsegrøn plante med en hurtig vækst. Barken er først lysegrøn, men den bliver efterhånden rødlig. Gamle grene får en rødbrun bark. Knopperne og de korte slyngtråde er spredt stillede og lysegrønne. Bladene er fingrede med 3-5 omvendt ægformede småblade, der har en tandet rand. Oversiden er blank og græsgrøn, mens undersiden er lysegrøn. Begge sider er hårløse. Blomstringen foregår i juni-juli, hvor man finder blomsterne samlet i tætte, overhængende klaser. De enkelte blomster er uanselige og grønne med ganske små kronblade. Frugterne er små, blanke druer med violet til sort skind.
Japanvin når en højde på 10 m og en kronebredde på ca. 0,50 m.

## Hjemsted
Japanvin har – trods navnet – hjemme i Sydamerika. Arten er udbredt i Argentina, Bolivia, Brasilien, Chile, Paraguay og Uruguay, hvor den findes i stedsegrønne skove med rigelig nedbør.
Den tempererede regnskov i Parque Nacional Puyehue ligger i 350–440 m højde over havet på koordinaterne 40°39'S, 72°11'V, dvs. i de vestlige andesforbjerge i det sydligt centrale Chile. Stedet har tempereret kystklima med en gennemsnitlig, årlig nedbørsmængde på ca. 3.500 mm og henholdsvis 13,8 °C og 5,4 °C som de gennemsnitlige maksimums- og mininumstemperaturer. Her er skoven domineret af stedsegrønne løvtræer, og her vokser arten sammen med bl.a.: Aextoxicon punctatum (en art i Aextoxicaceae), Amomyrtus luma (en art i Myrte-familien), Azara serrata (en art i Pile-familien), Boquila trifoliolata (en art i Blåbælg-familien), Caldcluvia paniculata (en art i Cunionaceae), Dasyphyllum diacanthoides (en art i Asters-familien), Dombeysydbøg, Elytropus chilensis (en art i Singrøn-familien), Eucryphia cordifolia (en art i Cunionaceae), Gevuina avellana (en art i Protea-familien), Hydrangea serratifolia (en art i Hortensiaslægten), Laureliopsis philippiana (en art i Atherospermataceae), Luma apiculata (en art i Myrte-familien), Luzuriaga polyphylla og Luzuriaga radicans (arter i Inkelilje-familien), Mitraria coccinea (en art i Gesneriaceae), Myrceugenia planipes (en art i Myrte-familien), Rhaphitamnus spinosus (en art i Jernurt-familien) og
Weinmannia trichosperma (en art i Cunionaceae).

## Galleri
- Vækstform
- Frugter